# Desenvolvimento de insetos eussociais
Os insetos eussociais são caracterizados por apresentar três características bem definidas, sobreposição de gerações, divisão de trabalho e cooperação no cuidado com a prole. Em relação a sobreposição de gerações, a colônia apresenta uma sociedade composta de indivíduos com idades diferentes, podendo ser da primeira, segunda e terceira geração. A divisão de trabalho é caracterizada pelo comportamento de um grupo de indivíduos. De acordo com a espécie, podemos verificar nitidamente essa divisão pelo polimorfismo dos indivíduos, sendo divididos em rainha, operárias, em Hymenoptera e Isoptera, soldados e machos, presente como casta somente em Isoptera. A cooperação no cuidado da prole pode ser entendida como direta, no caso das operárias e indireta, em relação aos soldados e rainha. Algumas operárias cuidam ativamente da prole, alimentando-a, carregando-a e limpando-a, enquanto que os soldados protegem a colônia de invasores, garantindo a sobrevivência da prole, e a rainha é responsável pela reprodução da colônia, proporcionando uma continuidade da colônia.
Sabendo-se dessas especificações sobre a classificação de insetos eussociais, as formigas (Formicidae), cupins e algumas vespas (Vespidae) e abelhas (Apidae) são consideradas, atualmente, pertencentes a essa categoria de sociedade.   
A presente página irá focar no desenvolvimento de formigas e abelhas na divisão de tarefas.   

## Formigas
As formigas, em geral, são eussociais. A diferenciação de castas está associada com a alimentação da larva (trofogênica), hormônio juvenil (HJ) e ferormônio.
A rainha da colônia sinaliza às operárias as larvas que se tornarão futuras rainhas. Assim sendo, a dieta das larvas é diferente, as que recebem uma alimentação pobre em proteína, mais diluída, torna-se-ão operárias, enquanto que as que receberem dieta rica em proteína em rainhas. Além disso, em Myrmica, as operárias que estão cuidando das larvas estimulam o desenvolvimento de operárias com mordidas e abstenção de alimento.   
A presença de HJ em grande quantidade durante o estágio de ovo e larva, estimula o desenvolvimento da rainha, enquanto que em operárias diferenciadas, induz o seu aumento de tamanho. 
Em formigas Atta e Acromyrmex, as operárias são visivelmente diferentes, em relação ao tamanho, sendo que geralmente as menores são responsáveis pelo cuidado com a prole, retirada de lixo do interior da colônia e cultivo de fungos, enquanto que as maiores são encarregadas do forrageamento e o combate contra a entrada de invasores e infeções dentro da colônia. Existe um estudo feito com a espécie A. echinatior que propos que operárias de mesma mãe e diferente pai, pode apresentar um desenvolvimento diferente e apresentarem atividades distintas. Entretanto, estudos mais aprofundados devem ser feitos para entender melhor de que forma os genes paternos podem influenciar o comportamento e divisão de trabalho das operárias e não somente o tipo de dieta oferecido às larvas e o ferormônio.

## Abelhas
As operárias e rainhas de abelhas-de-mel, Apis mellifera, apresentam morfologia distintas. As operárias são menores, possuem glândula de cera e estruturas que possibilitam a coleta de pólen, enquanto que as rainhas são maiores e não possuem muitas glândulas.
A diferenciação de castas nessa espécie é determinada pela qualidade e quantidade de alimento da larva. As larvas sinalizadas pelas rainha, são alimentadas com uma substância conhecida como "geléia real", enquanto que as futuras operárias são alimentadas com uma substância menos nutritiva. As rainhas se desenvolvem mais rápido, cerca de 5 dias antes que as operárias. O desenvolvimento diferente é observado no terceiro instar das larvas que se tornarão futuras rainhas, a corpora allata é grande e têm grande taxa de HJ.